# Стшежув-Другий
Стшежув-Другий (пол. Strzeżów Drugi) — село в Польщі, у гміні Мехув Меховського повіту Малопольського воєводства.
Населення — 228 осіб (2011).
У 1975-1998 роках село належало до Келецького воєводства.

## Демографія
Демографічна структура станом на 31 березня 2011 року:
|          | Загалом | Допрацездатний вік | Працездатний вік | Постпрацездатний вік |
| -------- | ------- | ------------------ | ---------------- | -------------------- |
| Чоловіки | 113     | 28                 | 74               | 11                   |
| Жінки    | 115     | 20                 | 66               | 29                   |
| Разом    | 228     | 48                 | 140              | 40                   |